# Paul Ernest Bilkey
Paul Ernest Bilkey (26 janvier 1878 - 20 avril 1962) est un journaliste canadien.
Après avoir fait ses études à Toronto et à Bowansville, il se joignit au Evening Star de Toronto en 1896 avant de devenir correspondant parlementaire pour le Toronto Telegram en 1900, puis pour le Toronto Mail and Empire de 1912 à 1917. Il rejoignit The Gazette (à Montréal) où il occupa différents postes administratifs avant de prendre sa retraite. Il fut aussi l’auteur de Persons, Papers and Things (Toronto, 1940).